# Brian J. Smith
Brian Jacob Smith (Allen, 12 de outubro de 1981) é um ator e diretor norte-americano, mais conhecido por interpretar Will Gorski na serie série de televisão Sense8. Além disso, Smith fez peças de teatro que renderam prêmios e participou de filmes para o cinema. Graduou-se na Juilliard School.

## Biografia
Smith é natural de Allen, Texas. Cresceu na zona rural do Texas, em um âmbito branco, conservador e religioso. Seu avô, Bill Harris, era presidente do Senado de Ohio, sua mãe trabalhava em uma concessionária, e seu pai era chefe de um centro de conveniência. Quando seus pais decidiram se divorciar, Smith começou a atuar no Ensino Médio. Ele estudou no programa Quad C Theatre program em Collin County Community College em Plano, Texas. Depois ele estudou um ano na Stephens College em Columbia, Missouri. Em seguida, Brian mudou-se para Nova Iorque para participar de programa de atuação de quatro anos o drama da Juilliard School (Grupo 36: 2003-2007), onde um de seus colegas de classe era Nicole Beharie. O ator formou-se na Juilliard com um graduação de Bacharel em Belas Artes. Smith brinca que Juilliard o tornou liberal.
Em 7 de novembro de 2019, Smith se assumiu gay em uma entrevista. No final de 2023, confirmou seu namoro com o ator Matt Consalvo. Smith conta que, ao se assumir para seus pais, eles disseram que só estavam esperando o ator dizer alguma coisa.

## Carreira
Enquanto estudava no Collin College, Smith trabalhou como técnico em um teatro.
Em 2005, ele interpretou Trey, um homem gay enfrentando intolerância de um pai pregador fundamentalista, em Hate Crime, um filme independente que apresentou em festivais de cinema LGBT em todo o Estados Unidos. Smith também apareceu em dois filmes mais independentes, Red Hook e The War Boys.
Após se graduar, Smith começou a trabalhar como bartender, com atraso no pagamento do aluguel e sem seguro de saúde. Quando ele pensou em entrar no exército, obteve um papel no filme The War Boys.

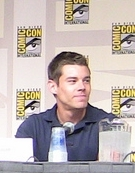
Brian J. Smith em um painel da Comic-Con 2009 de São Diego sobre Stargate Universe.

Em 2008, ele apareceu na peça da Broadway Come Back, Little Sheba como o personagem Turk. Brian interpretou o tenente Matthew Scott, protagonista na série de televisão de 2009 Stargate, Stargate Universe, até seu cancelamento em 2010.
Ele apareceu em Gossip Girl como personagem recorrente e estrelou o filme Red Faction: Origins. Em abril de 2012 ele começou como Andrei no show da Broadway show, The Columnist, que terminou em julho de 2012. Seus próximos seguintes incluem a mini-série Coma do produtor Tony Scott e Warehouse 13. Ele também coestrelou série premiada pelo Emmy Award, Law & Order.
Em setembro de 2013, ele estrelou uma produção da Broadway The Glass Menagerie, de Tennessee Williams. Esse papel lhe rendeu nomeações Drama Desk e Tony Award na categoria Melhor Ator em Peça de Teatro. Em 2017, reprisou seu papel no teatro Duke of York em Londres e foi indicado ao prêmio Olivier Award por melhor ator coadjuvante.
Smith interpretou o policial Will Gorski na série original do Netflix Sense8. Ele reconhece que ficou mais confortável com sua sexualidade quando entrou para o elenco dessa série, trabalhando em uma temática com diversos personagens da comunidade LGBTQ. O elenco da série participou da Parada LGBT em São Paulo, reconhecendo os fãs brasileiros de Sense8.
Ele entrou para o elenco principal da série Treadstone, um spin-off da franquia de filmes Bourne, e para o elenco principal da minissérie da BBC que trata sobre a Segunda Guerra Mundial denominada World on Fire em 2019.
Em 2021, Smith participou do quarto filme da franquia Matrix, o longa Matrix Resurrections.
Smith fez sua estreia como diretor com o filme documentário A House Is Not a Disco, de 2024, juntando perspectivas sobre o passado e o presente da Fire Island, abraçando a cultura LGBTQ.
Entre fevereiro e março de 2025, Smith atuou na peça Off-Broadway Grangeville, de Samuel D. Hunter, contracenando com Paul Sparks. Os dois atores interpretam meio-irmãos distantes que tentam se reconectar quando a mãe fica doente.  Smith se juntou ao elenco da série Vought Rising, que faz parte do universo de The Boys, produção da Prime Video. O personagem que Brian J. Smith irá interpretar ainda não foi revelado. A produção da série começará no final de agosto de 2025.

## Filmografia

### Cinema
| Ano  | Título original          | Título em português        | Personagem   | Nota(s)              |
| ---- | ------------------------ | -------------------------- | ------------ | -------------------- |
| 2005 | Hate Crime               | —                          | Trey McCoy   |                      |
| 2009 | The War Boys             | —                          | George       |                      |
| 2009 | Red Hook                 | —                          | Chappy       |                      |
| 2011 | Red Faction: Origins     | —                          | Jake Mason   | Filme para televisão |
| 2016 | 22 Chaser                | —                          | Ben          |                      |
| 2016 | The Passing Season       | A temporada que passa      | Sam Alden    |                      |
| 2018 | The Last of Us           | —                          | Bryan Parker | Game                 |
| 2021 | The Matrix Resurrections | As ressurreições da matriz | Berg         |                      |

### Televisão
| Período   | Título                      | Personagem         | Nota(s)                                        |
| --------- | --------------------------- | ------------------ | ---------------------------------------------- |
| 2009      | Law & Order                 | Derek Sherman      | Episódio: "Crimebusters"                       |
| 2009-2010 | SG·U Stargate Universe KINO | Matthew Scott      |                                                |
| 2009-2011 | Stargate Universe           | Matthew Scott      |                                                |
| 2010      | Agatha Christie's Poirot    | Hector MacQueen    | Episódio: "Murder on the Orient Express"       |
| 2011      | Gossip Girl                 | Max Harding        | Recorrente, 6 episódios.                       |
| 2012      | Warehouse 13                | Jesse Ashton       | Episódio: "Personal Effects"                   |
| 2012      | Coma                        | Paul Carpin        | Episódio: "Part One" & "Part Two"              |
| 2012      | The Good Wife               | Ricky Waters       | Episódio: "The Art of War"                     |
| 2012      | Person of Interest          | Shayn Coleman      | Episódio: "Shadow Box"                         |
| 2013      | Blue Bloods                 | Robert Carter      | Episódio: "Devil's Breath"                     |
| 2013      | Defiance                    | Gordon McClintlock | Episódio: "I Just Wasn't Made for These Times" |
| 2013      | Unforgettable               | John Curtis        | Episódio: "Past Tense"                         |
| 2015-2017 | Sense8                      | Will Gorski        | Papel principal                                |
| 2015      | Quantico                    | Joseph Smith       | Parte da primeira temporada                    |
| 2018      | L.A. Confidencial           | Ed Exley           | Piloto da série não vendida                    |
| 2019      | Treadstone                  | Doug McKenna       | Papel principal; 10 episódios                  |
| 2019      | World on Fire               | Webster            | Papel principal; 7 episódios                   |

## Teatro
| Ano  | Peça                       | Personagem           |
| ---- | -------------------------- | -------------------- |
| 2008 | Come Back, Little Sheba    | Turk                 |
| 2008 | Good Boys and True         | Brandon              |
| 2008 | Three Changes              | Gordon               |
| 2012 | The Columnist              | Andrei               |
| 2013 | The Glass Menagerie (peça) | The Gentleman Caller |

## Prêmios e indicações
| Ano  | Prêmio                             | Categoria                                  | Trabalho                   | Resultado |
| ---- | ---------------------------------- | ------------------------------------------ | -------------------------- | --------- |
| 2013 | Elliot Norton Award                | Melhor Elenco                              | The Glass Menagerie (peça) | Venceu    |
| 2014 | Tony Award                         | Melhor Ator em Peça de Teatro              | The Glass Menagerie (peça) | Indicado  |
| 2014 | Drama Desk Award                   | Melhor Ator em Peça de Teatro              | The Glass Menagerie (peça) | Indicado  |
| 2014 | Drama League Award                 | Melhor Performance                         | The Glass Menagerie (peça) | Indicado  |
| 2014 | Outer Critics Circle Award         | Melhor Ator em Peça de Teatro              | The Glass Menagerie (peça) | Venceu    |
| 2014 | Broadway.com Audience Choice Award | Ator Favorito Em Pela de Teatro            | The Glass Menagerie (peça) | Indicado  |
| 2014 | Broadway.com Audience Choice Award | Performance Revelação Favorita (Masculina) | The Glass Menagerie (peça) | Indicado  |
| 2014 | BroadwayWorld.com Award            | Melhor Ator em Peça de Teatro              | The Glass Menagerie (peça) | Venceu    |
| 2017 | Laurence Olivier Award             | Melhor Ator Coadjuvante                    | The Glass Menagerie (peça) | Indicado  |